# Brockworth
Brockworth és una localitat britànica del comtat de Gloucestershire, a Anglaterra. Està situada a les vores d'una antiga calçada romana que unia la ciutat de Gloucester (aleshores coneguda com a Glevum) amb Barnwood, Hucclecote i Cirencester. Durant els últims 150 anys, Brockworth és mundialment coneguda per la festa anual del Cheese Rolling que se celebra al turó de Cooper's Hill.
Durant la Segona Guerra Mundial, Brockwort va ser bombardejada pels alemanys, ja que la companyia Gloster Aircraft Company (amb seu a Brockworth) va fabricar allà alguns dels caces més famosos i efectius de la RAF com ara el Hurricane. Després de la guerra, la mateixa companyia va adquirir molta fama pel desenvolupament del primer caça militar a reacció que va realitzar els seus primers vols de prova en aquestes instal·lacions.

## Geografia

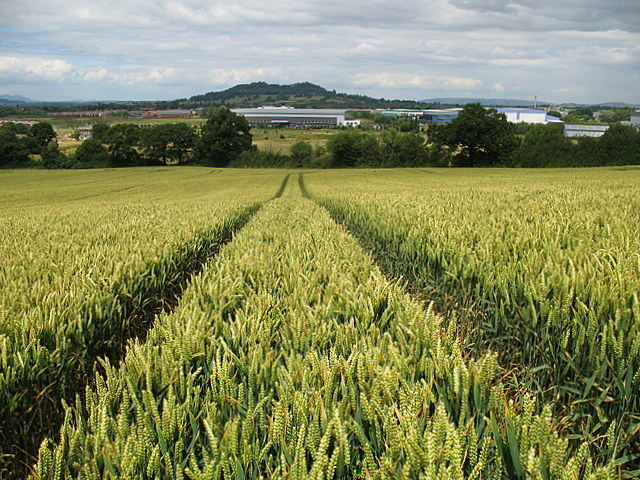
Plantació de cereals.

Brockworth és un municipi extens situat a la vall de Gloucester, a la riba est del riu Severn, una vall força plana i ampla, amb l'única excepció d'un pujol, el Cooper's Hill. Un paisatge al qual John Denham (1614–1669) va dedicar un poema. El principal conreu és el blat, seguit de l'ordi i els fesols.

## Història

### Fundació

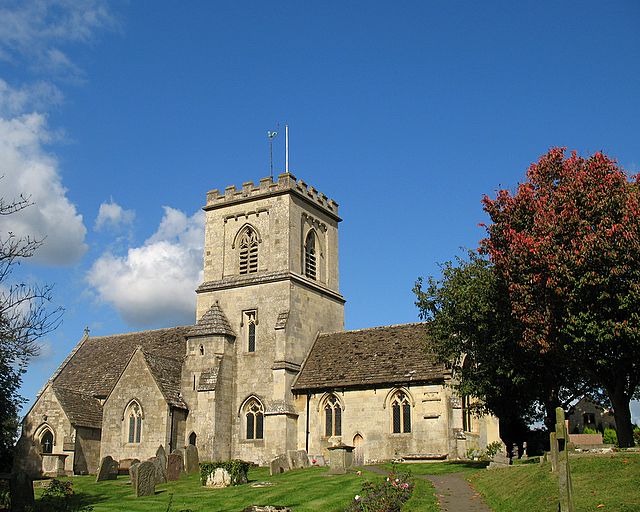
L'església parroquial

El nom d'aquesta població deriva de la unió de dos termes saxons wurthin que vol dir «recinte» i de broc, «rierol». La fundació es creu que va passar al voltant de l'any 600, després que els saxons guanyessin el seu dret a ocupar el lloc derrotant la població autòctona a la batalla de Dyrham, l'any 577. S'hi han trobat restes romanes més antigues, però aquestes corresponen més a una explotació agrícola (vil·la) més que a un nucli de població i l'origen saxó del nom també indica que els primers pobladors van ser els mateixos que van establir el regne de Wessex.
L'edifici més antic de Brockworth és l'església parroquial, dedicada a sant Jordi, que es va construir abans del 1142, encara que té elements arquitectònics del segle xix, i està catalogada com a monument patrimonial de grau I. Al costat hi ha una casa senyorial d'estil Tudor, Brockworth Court, catalogada de grau II, que es va construir entre el 1534 i el 1539, per a ser ocupada per Richard Hart, el darrer prior de Llanthony.
Brockworth era la tercera de les viles situades a la vora d'una antiga via romana, anomenada Ermine Street, que anava cap a la ciutat de Gloucester.

### La fàbrica d'avions
A començaments del segle XX aquest municipi va ser escollit per la seva localització mig remota, per instal·lar una fàbrica d'avions, ja que es podien posar a prova sense molestar pel soroll. L'indret escollit és avui dia un viver d'empreses, el Gloucester Business Park.

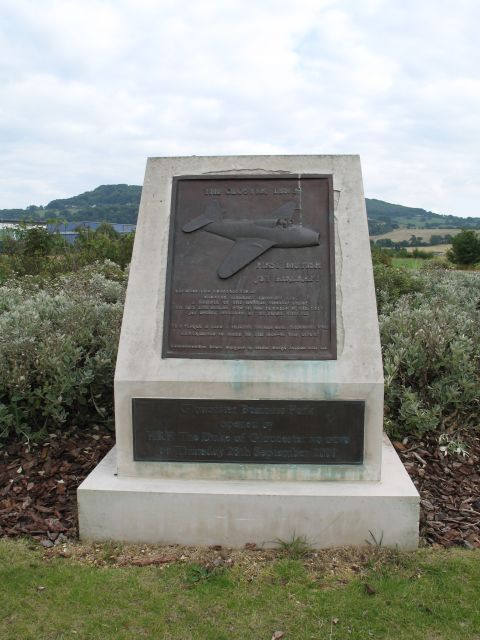
Placa que commemora la fàbrica d'avions.

L'empresa fabricant d'avions, Gloster Aircraft Company, s'havia fundat el 1915 a Hucclecote, una població veïna del mateix comtat de Gloucestershire. El 1926 el nom de la companyia va canviar pel de la forma abreujada Gloster Aircraft Company, perquè els clients de fora del Regne Unit trobaven difícil pronunciar el nom original. El maig del 1934 Hawker Aircraft va comprar la companyia de però els nous propietaris no van canviar el nom.
Aquesta empresa va fabricar des del 1921 diversos models d'avió anomenats: Sparrowhawk, Nighthawk, Nightjar, Grouse, Grebe, Gamecock, Gorcock, Guan, Gambit, Gnatsnapper, Gauntlet, Gladiator, Hawker Hurricane; Hawker Typhoon; Gloster Meteor i Gloster Javelin. La pista de proves es va fer famosa per ser on va volar per primera vegada el turbo-jet de Frank Whittle.

### Bombardeig
La Gloster Aircraft Company (coneguda localment per les sigles GAC) va suposar una font de llocs de treball per a la ciutat i l'àrea circumdant i, a causa d'això, es van construir nous carrers, un desenvolupament urbà que va quedar frenat per l'esclat de la Segona Guerra Mundial. Durant la guerra Brockworth va ser objectiu de bombardeigs per part de la Luftwaffe, els quals volien aturar la producció d'avions.

### Treball en el període 1939–45
El model biplà Gladiator, dissenyat en la preguerra va quedar ràpidament obsolet en comparació amb altres models que agafaven més velocitat. La fàbrica de Brockworth ho va solucionar creant el model Hawker Hurricane. El 1939 la companyia va fer-ne 1.000 durant els primers dotze mesos de la guerra i el darrer que va fabricar va ser el 1942, en total 2.750 Hurricanes. La fàbrica es va adaptar llavors a la producció de 3.330 exemplars del model Hawker Typhoon, per encàrrec de la Royal Air Force. El 8 d'abril del 1941 es va fer la primera prova de vol del Gloster E28/39, que portava un únic motor turbo, invenció de Frank Whittle, en la pista de vol d'aquesta fàbrica. El següent model d'avió que es va provar va ser el Gloster Meteor, l'únic jet que van fer servir les forces aliades en la segona guerra mundial. La velocitat del Meteor permetia estar a l'altura dels bombarders V1 i abatre'ls abans que poguessin arribar al seu objectiu, la ciutat de Londres. El 1945 el Meteor va obtenir el rècord de velocitat, amb 606 mph i finalment el van comprar 12 nacions.

### Postguerra
Acabada la guerra, va portar uns anys recuperar la prosperitat, però a mitjan dècada del 1950, es va tornar a emprendre la construcció de cases i l'accés per carretera, cosa que va fer canviar molt l'aspecte de Brockworth i els pobles de la rodalia. El 1952 la fàbrica d'avions es va dedicar a la producció d'un avió per a dos ocupants amb ales delta, el Gloster Javelin, capaç de volar en qualsevol condició meteorològica per davall dels 50.000 peus a gairebé la velocitat del so. El 1962 la Gloster Aircraft Company va tancar.

## Copper's Hill

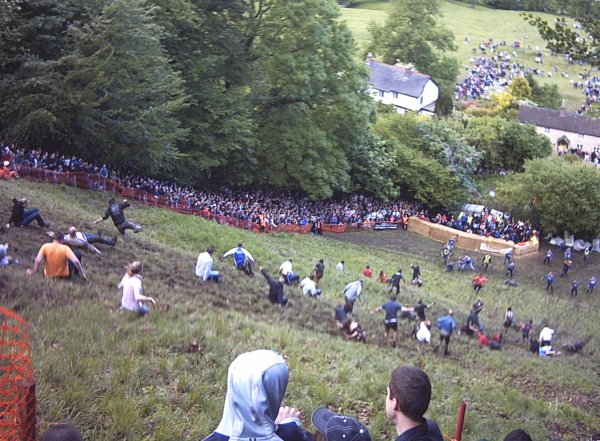
Copper's Hill el dia del concurs.

En aquest municipi hi ha un pujol anomenat Cooper's Hill, conegut al Regne Unit i a l'estranger per un concurs anual que s'hi fa relacionat amb la caça d'un formatge de forma arrodonida. Des de dalt del pujol es deixa caure un formatge gros, que baixa rodolant pendent avall, mentre els concursants corren per atrapar-lo abans que arribi a la part de baix. Fa dos-cents anys aquest entreteniment formava part d'una festa que se celebrava a mitjan estiu, però actualment se celebra pel pont de l'1 de maig. Es creu que es va originar en l'antiguitat com a festa pagana per celebrar l'arribada de l'estiu, la fertilitat de la terra o ambdues coses.